# قراقجا الحسني
قراقجا الحسني، هو الأمير سيف الدين قراقجا الحسني. هو أحد مماليك السلطان برقوق ولم يصبح أميراً إلا في عهد السلطان المؤيد شيخ لأنه كان لا يزال صغيراً. توفي في القاهرة سنة (853هـ - 20 أبريل 1449م).

## حياته
وصفه المؤرخون بحسن الخلق وكثرة العبادة والتواضع. وكلمة «قرا» بمعنى أسود و «قجا» هي أسمه الحقيقي - وبذلك يكون اسمه «قجا الأسود». توفي سنة 853هـ ، ومن أهم أعماله المعمارية مدرسة بشارع درب الجماميز ومدفن يعرف بتربة السادات الشناهرة بجبانة المجاورين.

## المناصب
في عهد السلطان برسباي شارك قراقجا في القضاء على الأمراء الثائرين عليه فولاه وظيفة رأس نوبة ثم أمير طبلخانة ثم أمير مائة مقدم ألف. وظل على ذلك في عهد جقمق ثم تولى وظيفة أميرآخور كبير «رئيس الإسطبلات السلطانية» وناظر يشرف على مدرسة الظاهر برقوق.